# Чад на летних Олимпийских играх 2012
Чад принимал участие на летних Олимпийских играх 2012 в Лондоне, прошедших с 27 июля по 12 августа 2012 года. Эти Игры стали одиннадцатыми в истории Чада с момента их дебюта на Играх-1964. В составе сборной Чада были легкоатлетка Иникиссья Ндикер и дзюдоистка Карин Нгарлемдана. Нгарлемдана была знаменосцем Чада на церемонии открытия, а Ндикер — на церемонии закрытия. Ни одна из представительниц Чада не смогла преодолеть первый раунд своих соревнований и завоевать олимпийские медали. Чад был одной из двух сборных на Играх 2012 года, состоящих только из женщин.

## Общие сведения
Чад, не имеющая выхода к морю страна Центральной Африки, в 2012 году участвовала на Олимпийских играх в одиннадцатый раз с момента дебюта этой страны на Играх-1964 в японском Токио. Больше всего спортсменов (шесть) Чад отправлял на летние Олимпийские игры 1988 в южнокорейском Сеуле и Игры 1992 года в испанской Барселоне. По состоянию на 2016 год, представители Чада не выиграли ни одной олимпийской медали. Два спортсмена из Чада квалифицировались на Игры в Лондоне: легкоатлетка Иникиссья Ндикер, бежавшая 200 метров, и дзюдоистка Карин Нгарлемдана, выступавшая в весовой категории до 70 килограмм. В составе олимпийской сборной Чада в 2012 году не было мужчин, что делало эту сборную наряду с делегацией из Бутана единственными полностью женскими командами.

## Лёгкая атлетика

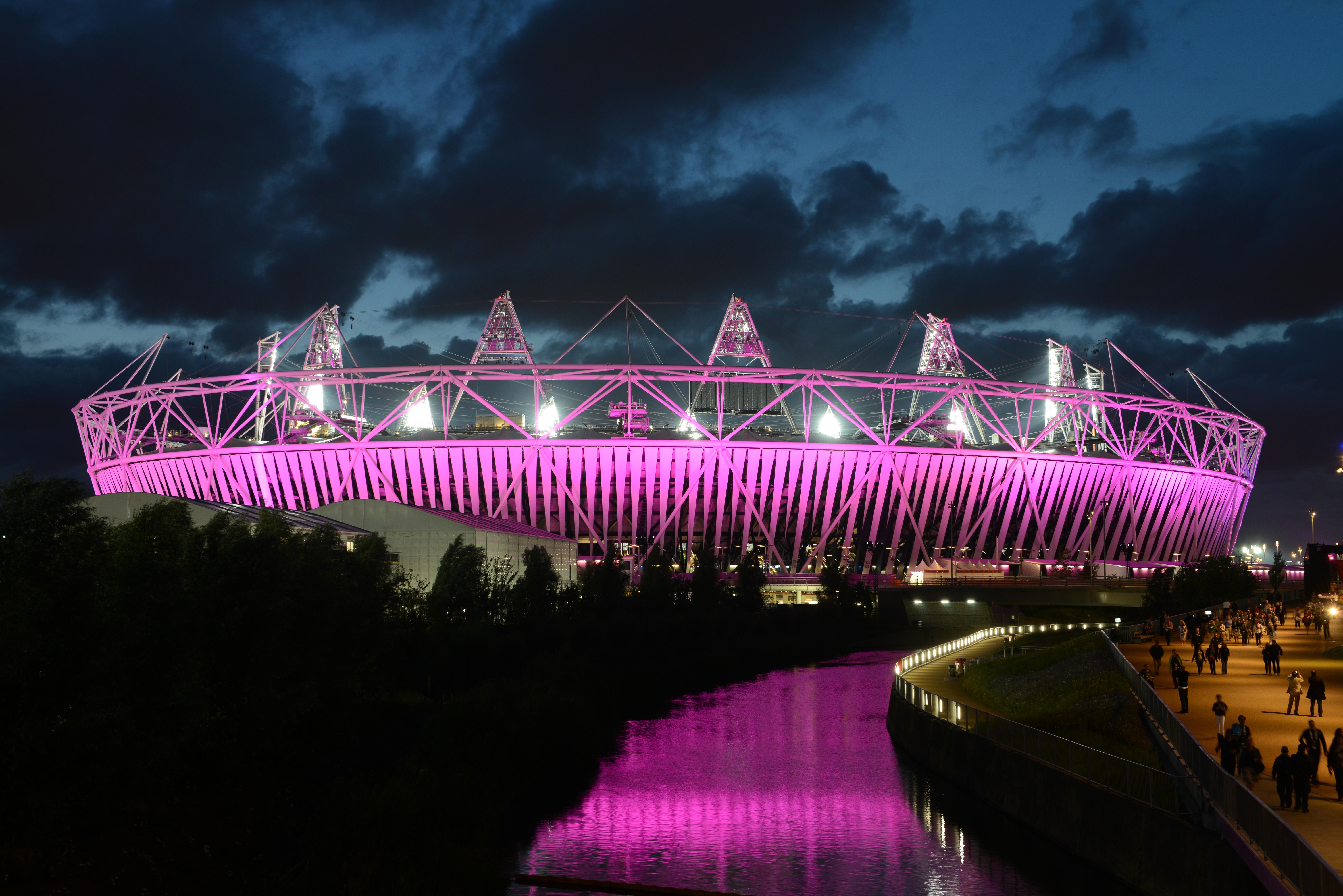
Лондонский олимпийский стадион, на котором проходили соревнования по лёгкой атлетике

Летние Игры 2012 года стали для Иникиссьи Ндикер вторыми: на Играх-2008 пятнадцатилетняя спортсменка была знаменосцем Чада на обеих церемониях. Тогда она стала 64-й среди 85 участниц женских соревнований в беге на 100 метров. На Играх 2012 года Ндикер сменила дистанцию на 200 метров. 6 августа она бежала в первом квалификационном забеге, завершив дистанцию за 26,06 секунд и став последней среди восьми спортсменок в своём забеге. Она отстала на 3,51 секунды от победителя забега, ивуарийки Мюриэли Ауре. В общем зачёте Ндикер стала предпоследней, опередив только представительницу Камбоджи Чан Сейхи. Ндикер отстала на 2,96 секунд от последней спортсменки, квалифицировавшейся в полуфинал, и не прошла дальше.
Женщины
*Примечание-Места для участников соревнований по беговым дисциплинам даны по результатам забега
| Спортсменка                 | Дисциплина | Квалификация | Квалификация | Полуфинал | Полуфинал | Финал     | Финал     |
| Спортсменка                 | Дисциплина | Результат    | Место        | Результат | Место     | Результат | Место     |
| --------------------------- | ---------- | ------------ | ------------ | --------- | --------- | --------- | --------- |
| Иникиссья Альбертина Ндикер | 200 метров | 26.06        | 8            | Не прошла | Не прошла | Не прошла | Не прошла |

## Дзюдо
Карин Нгарлемдана дебютировала на Олимпийских играх в 2012 году в возрасте 17 лет. Она была знаменосцем Чада на обеих церемониях. Она стала третьим представителем Чада на олимпийских соревнованиях по дзюдо. Нгарлемдана участвовала в соревнованиях в весовой категории до 70 килограмм, квалифицировавшись от Африканского союза дзюдо. 1 августа Нгарлемдана приняла участие в схватке первого раунда, где её противницей стала британка Салли Конвэй. Нгарлемдана проиграла 0002—1110 и вылетела из соревнований. В общем зачёте она, наряду с пятью другими дзюдоистками, заняла 17-е, последнее место.
| Спортсмен         | Дисциплина | 1/16 финала                       | 1/8 финала          | Четвертьфинал       | Полуфинал           | Утешительный матч   | Финал / Матч за 3-е место | Финал / Матч за 3-е место |
| Спортсмен         | Дисциплина | Противник Результат               | Противник Результат | Противник Результат | Противник Результат | Противник Результат | Противник Результат       | Место                     |
| ----------------- | ---------- | --------------------------------- | ------------------- | ------------------- | ------------------- | ------------------- | ------------------------- | ------------------------- |
| Карин Нгарлемдана | до 70 кг   | Конвэй Великобритания П 0002-1110 | Не прошла           | Не прошла           | Не прошла           | Не прошла           | Не прошла                 | Не прошла                 |